# 古河物流
SBS古河物流株式会社（エスビーエスふるかわぶつりゅう、英文社名：SBS Furukawa Logistics Corp.）は、SBSグループの物流サービス企業である。

## 主力製品・事業
- 第2種貨物利用運送事業
- 貨物運送取扱事業
- 貨物自動車運送事業
- 通関業
- 梱包、包装、荷役事業
- 倉庫業
- 物流コンサルタント業
- 荷材、梱包資材の製造販売、斡旋、賃貸
- 電線、ケーブル及びその付属品の製造、加工、販売
- 非鉄金属の製造、加工、販売
- 合成樹脂の製造、加工、販売
- 食料品及び日用品雑貨の販売
- 不動産の売買、賃貸
- 産業廃棄物及び一般廃棄物処理業
- 一般労働者派遣事業

## 主要事業所
- 本社 - 東京都新宿区西新宿8-17-1 住友不動産新宿グランドタワー24階
- 日光支社 - 栃木県日光市清滝町500
- 小山支社 - 栃木県小山市土塔560
- 千葉支社 - 千葉県市原市八幡海岸通り6
- 平塚支社 - 神奈川県平塚市東八幡5-1-9
- 福井支社 - 福井県坂井市三国町黒目21-1
- 三重支社 - 三重県亀山市能褒野町20-16
- 滋賀支社 - 滋賀県近江八幡市長福寺町172
- 大阪支社 - 兵庫県尼崎市道意町7-6
- 九州支社 - 福岡県北九州市門司区新門司1-8

## 沿革
- 1980年 - 古河電気工業株式会社の物流部門を分離し、貨物自動車運送業、荷造包装業、倉庫業を目的に設立。
- 2007年 - 成田通関営業所開設。

## 主要関係会社

### 国内グループ企業
- 横浜ドラム製作所